# Sulfurylfluoride
Sulfurylfluoride of sulfuryldifluoride is een toxisch anorganisch gas met als brutoformule SO2F2, dat gebruikt wordt als insecticide. Het is het dizuurfluoride van zwavelzuur. De eigenschappen lijken meer op die van zwavelhexafluoride dan die van sulfurylchloride. De stof is verrassend stabiel: het weerstaat hydrolyse tot 150 °C. Het is zelfs zo inert dat een stuk erin opgehangen natrium zijn metallische glans behoudt.

## Synthese
Sulfurylfluoride kan op verschillende manieren gesynthetiseerd worden. Het kan bereid worden door directe inwerking van fluorgas op zwaveldioxide:
{\displaystyle \mathrm {F_{2}\ +\ SO_{2}\ \longrightarrow \ SO_{2}F_{2}} }
Op laboratoriumschaal start de synthese met de bereiding van kaliumfluorsulfiet door reactie van zwaveldioxide met kaliumfluoride:
{\displaystyle \mathrm {SO_{2}\ +\ KF\ \longrightarrow \ KSO_{2}F} }
Dit zout wordt dan gechloreerd tot sulfurylchloridefluoride:
{\displaystyle \mathrm {KSO_{2}F\ +\ Cl_{2}\ \longrightarrow \ SO_{2}FCl\ +\ KCl} }
Verhitting tot 180 °C van kaliumfluorsulfiet met sulfurylchloridefluoride levert uiteindelijk sulfurylfluoride:
{\displaystyle \mathrm {SO_{2}FCl\ +\ KSO_{2}F\ \longrightarrow \ SO_{2}F_{2}\ +\ KCl\ +\ SO_{2}} }
Bij verhitting van bariumfluorsulfonaat ontstaat eveneens sulfurylfluoride:
{\displaystyle \mathrm {Ba(SO_{3}F)_{2}\ \longrightarrow \ SO_{2}F_{2}\ +\ BaSO_{4}} }

## Structuur en eigenschappen
Sulfurylfluoride is bij benadering tetraëdrisch en behoort tot de puntgroep C2v. De bindingslengte van de zwavel-zuurstofbinding bedraagt 140,5 pm en die van de zwavel-fluorbinding 153 pm. Zoals voorspeld door VSEPR-theorie is de hoek O-S-O iets groter dan de hoek F-S-F, respectievelijk 124° en 97°.
Sulfurylfluoride reageert slechts traag met water onder vrijkomen van waterstoffluoride:
{\displaystyle \mathrm {SO_{2}F_{2}\ +\ 2\ H_{2}O\ \longrightarrow \ 2\ HF\ +\ H_{2}SO_{4}} }

## Toepassingen
Het wordt sedert de jaren '60 van de 20e eeuw in de Verenigde Staten gebruikt als begassingsmiddel (fumigatiemiddel) van ruimten tegen termieten en andere insecten die hout aantasten (onder de merknaam Vikane van Dow Chemical). In Nederland is Vikane sedert 2002 toegelaten. In de Europese Unie is sulfurylfluoride sedert 1 januari 2009 toegelaten in houtbeschermingsmiddelen (voor professioneel gebruik).
Het is effectief tegen zowel larven als volwassen insecten en het gas tast de ozonlaag niet aan, in tegenstelling tot methylbromide dat vroeger veel gebruikt werd maar waarvan het gebruik in de Europese Unie inmiddels is verboden.
Een recentere toepassing is de bescherming van droog fruit, noten en granen na de oogst. Hiervoor produceert Dow een andere formulatie onder de merknaam ProFume, met 99,8% sulfurylfluoride. In Europa is ProFume inmiddels toegelaten voor het desinfecteren van lege graanmolens en opslagruimten van granen en afgeleide producten (meel en zemelen), dus niet voor rechtstreekse toepassing op de producten (muv cacaobonen).
Bij de begassing van een ruimte moet deze eerst luchtdicht verzegeld worden, en dan gevuld met het gas gedurende 24 uur. Planten, dieren en voedingswaren moeten eruit verwijderd zijn. Nadien moet de ruimte voldoende lang geventileerd worden, tot een veilige concentratie van het gas (3 ppm of lager) bereikt is, vooraleer ze weer vrijgegeven kan worden. Ook bepaalde zeecontainers (met boomstammen, hout of meubelen bijvoorbeeld) worden gegast vooraleer ze op transport worden gezet.
Begin 2009 vroeg Dow AgroSciences toelating aan het Amerikaanse EPA om proeven te doen met sulfurylfluoride als bodembegassingsmiddel in openlucht. Daartegen kwam protest vanwege milieuactivisten omdat sulfurylfluoride een broeikasgas blijkt te zijn. Het aardopwarmingsvermogen van sulfurylfluoride is berekend op 4780.
In 2015 verkoopt Dow AgroSciences de fumiganten Vikane en ProFume aan Douglas Products.

## Toxicologie en veiligheid
Sulfurylfluoride is een kleurloos en reukloos gas, dat zwaarder is dan lucht en zich dus in laaggelegen ruimtes en kelders kan ophopen. Bij de fumigatie wordt een kleine hoeveelheid toegevoegd van een middel zoals chloorpicrine, dat tranende ogen of keelpijn veroorzaakt. Dit dient als waarschuwing dat de ruimte nog niet veilig is om te betreden.
Sulfurylfluoride is een toxisch gas dat het centrale zenuwstelsel verzwakt. Symptomen zijn onder andere misselijkheid, maagpijn, duizeligheid of stuiptrekkingen. Blootstelling aan hoge concentraties kan leiden tot irritatie of aantasting van het ademhalingsstelsel. Langdurige blootstelling kan leiden tot dodelijk longoedeem.
Voor beroepsmatige blootstelling is de maximale toelaatbare concentratie (MAC-waarde) vastgesteld op 5 ppm of 21 mg/m³ in België, en op 2,4 ppm of 10 mg/m³ in Nederland, als indicatieve grenswaarde (tijdgewogen gemiddelde over een werkdag van acht uren).